# عشق را حس می‌کنم
«عشق را حس می‌کنم» (به انگلیسی: I Feel Love) ترانه‌ای از دانا سامر خواننده/ترانه‌سرای اهل ایالات متحدهٔ آمریکاست. جورجو مورودر و پیت بیلوت ساخت و تهیه‌کنندگی این قطعه را عهده‌دار بودند که برای پنجمین آلبوم استودیویی سامر با نام دیروز را به خاطر می‌آورم (۱۹۷۷) ضبط شد. کانسپت آلبوم بر این مبنا بود که هر قطعه یک دههٔ موسیقایی متفاوت را تداعی کند. دست‌اندرکاران آلبوم در قطعهٔ «عشق را حس می‌کنم» با استفاده از یک سینث‌سایزر موگ بر آن بودند فضایی مدرن و پیشرفته را به مخاطب القا کنند.
«عشق را حس می‌کنم» از آثار محبوب دوران موسیقی دیسکو بود و افراد و گروه‌هایی هم‌چون دیوید بویی، برایان اینو، کایلی مینوگ، هیومن لیگ و بلاندی از آن تأثیر گرفتند. فایننشال تایمز از این قطعه به‌عنوان «یکی از تاثیرگذارترین آثار تا کنون ضبط شده» که پایه‌های موسیقی رقص الکترونیک را بنیان نهاد یاد کرده‌است. «عشق را حس می‌کنم» در سال ۲۰۱۱ در فهرست ملی ضبط اصوات کتابخانهٔ ملی کنگرهٔ آمریکا ثبت شد.

## موسیقی
«عشق را حس می‌کنم» در گام دو ماژور نوشته شده‌است. این اولین آهنگی بود که لوپ‌های تکرارشوندهٔ سینتی سایزر را با یک درام باس چهار ضرب مداوم و سِنج های-هَت آف‌بیت ترکیب کرد که یک دههٔ بعد به یکی از ویژگی‌های اصلی موسیقی تکنو و هاوس تبدیل شد.
مورودر بر خلاف ساختار معمول ترانه‌های دیسکو در آن سال‌ها، بَکینگ ترَک و بیس‌لاین را پیش از ملودی ساخت. هر نُت بیس‌لاین با استفاده از افکت دیلِی، تکرار می‌شود. بیس‌لاین اصلی از کانال سمت راست و تکرار آن از سمت چپ شنیده می‌شود و افکتی سوسو زننده و چشمک‌زن را به شنونده القا می‌کند.
برخلاف رویهٔ روتین خوانندگان دیسکو که آوازشان را با صدای سینه اجرا می‌کنند، سامر این قطعه را با صدای سر خوانده‌است. او این قطعه را با یک‌بار اجرا در استودیو ضبط کرد.

## موقعیت در چارت‌های موسیقی
| چارت (۱۹۷۷–۱۹۷۸)                                | بالاترین جایگاه |
| ----------------------------------------------- | --------------- |
| استرالیا (کنت میوزیک ریپورت)                    | ۱               |
| اتریش (او۳ تاپ ۴۰ اتریش)                        | ۱               |
| بلژیک (اولتراتاپ ۵۰ فلاندرز)                    | ۱               |
| بلژیک (اولتراتاپ ۵۰ والونی)                     | ۲               |
| تک‌آهنگ‌های برتر کانادا (آرپی‌ام)                  | ۴               |
| فنلاند (Suomen virallinen lista)                | ۱۱              |
| ایرلند (ایرما)                                  | ۹               |
| ایتالیا (موزیکا ا دیسکی)                        | ۱               |
| هلند (۴۰ آهنگ برتر)                             | ۱               |
| هلند (۱۰۰ تک‌آهنگ برتر)                          | ۱               |
| نیوزیلند (ریکوردد میوزیک ان‌زد)                  | ۲               |
| نروژ (وی‌جی-لیستا)                               | ۸               |
| پرتغال (Musica & Som)                           | ۳               |
| آفریقای جنوبی (رادیو اسپرینگ‌باک)                | ۶               |
| اسپانیا (PROMUSICAE)                            | ۵               |
| سوئد (فهرست برترین‌های سوئد)                     | ۵               |
| سوئیس (شوایزر هیت‌پاراد)                         | ۲               |
| تک‌آهنگ‌های بریتانیا (اوسی‌سی)                     | ۱               |
| ایالات متحدهٔ آمریکا بیلبورد هات ۱۰۰             | ۶               |
| ایالات متحدهٔ آمریکا ایزی لیسنینگ (بیلبورد)      | ۴۵              |
| ایالات متحدهٔ آمریکا تک‌آهنگ‌های داغ سول (بیلبورد) | ۹               |
| ایالات متحدهٔ آمریکا تک‌آهنگ‌های تاپ ۱۰۰ کش باکس   | ۴               |
| آلمان غربی (جدول‌های رسمی آلمان)                 | ۳               |

| چارت (۱۹۷۷)                               | جایگاه |
| ----------------------------------------- | ------ |
| استرالیا (کنت میوزیک ریپورت)              | ۱۷     |
| اتریش (اوتری‌تاپ۴۰)                        | ۶      |
| بلژیک (اولتراتاپ ۵۰ فلاندرز)              | ۶      |
| تک‌آهنگ‌های برتر کانادا (آرپی‌ام)            | ۵۵     |
| هلند (۱۰۰ تک‌آهنگ برتر)                    | ۱۸     |
| زلاندنو (ریکوردد میوزیک ان‌زد)             | ۲۰     |
| تک‌آهنگ‌های بریتانیا (آفیشال چارتس)         | ۷      |
| ایالات متحدهٔ آمریکا «تاپ ۱۰۰ مجلهٔ کَش‌باکس» | ۵۷     |
| ایالات متحدهٔ آمریکا (تاپ ۴۰ آمریکا)       | ۹۶     |
| آلمان غربی (آفیشال چارتس آلمان)           | ۲۷     |